# Javier Pérez Garrido
Javier Pérez Garrido (Madrid, 1985) es un compositor y músico español.

## Biografía
Natural de Madrid, se traslada en su infancia a Cartagena, donde comienza sus estudios musicales a muy temprana edad y se titula en varias disciplinas como la composición, el clarinete, la dirección, la docencia y la investigación musical en el Conservatorio Superior de Música "Manuel Massotti Littel" y la Universidad de Murcia.
Su labor musical ha obtenido un amplio reconocimiento internacional con premios y nominaciones como los Hollywood Music in Media Awards, los Global Music Awards de California
 
los Akademia Music Awards de Los Ángeles, el Premio Internacional de Composición de Música Sinfónica “Vila de Muro”. o el Concurso de Composición para Banda Sinfónica “Ciudad de Murcia”.
Asimismo, ha sido admitido en instituciones de reconocimiento internacional como la Academia Latina de la Grabación, responsable de los prestigiosos Premios Grammy Latinos.
En la actualidad cuenta con más de 100 composiciones originales que han sido interpretadas en Europa, América y Asia por parte de prestigiosos músicos y agrupaciones, destacando los encargos de su sinfonietta nº1 “Last Day of the Dinosaurs, Op.63” para la World Association for Symphonic Bands and Ensembles (WASBE), la “Fanfarria, Op.50” para el Primer Centenario de la Banda Municipal de Alicante, la “European Overture, Op.42” para la European Union Youth Wind Orchestra, la “Suite Latina, Op.52” para el Certamen Regional de Bandas de Música de Murcia o el “Concertino de Los Filabres, Op.54” para el International Trumpet Guild de Michigan, Estados Unidos, entre otros.
En su discografía destaca el álbum “Obertura Heroica” que incluye una selección de sus creaciones para banda y que fue grabado por la Unidad de Música del Tercio de Levante de Infantería de Marina (España) junto al director Jaime Enguídanos, con amplio reconocimiento en Estados Unidos gracias al doble premio conseguido en los Global Music Awards en las categorías de Composición y Mejor Álbum.
Ha sido clarinetista de orquestas como la Ostrava New Orchestra de la República Checa o la Joven Orquesta Nacional de España y ha actuado como director de orquestas, bandas y coros por diversos lugares de la geografía española.
Como docente, ha impartido clases en los Conservatorios Superiores de Música españoles de las ciudades de Pamplona o Murcia y la Universidad de Wisconsin-River Falls en Estados Unidos así como realizado charlas para organizaciones internacionales entre las que destaca “El Poder de la Música” para TEDx.

## Composiciones

### Obras para orquesta
- Concertino, Op.34, concierto para cuatro clarinetistas solistas y tres grupos orquestales.
- La Reina de las Flores, Op.11, vals para orquesta sinfónica.
- Lento, Op.18, fantasía para orquesta de cuerdas.
- Misa Nupcial, Op.40, misa en nueve movimientos para cantante (soprano o tenor), órgano y cuerdas.
- Obertura Heroica, Op.26, gran obertura para orquesta sinfónica.
- Virgen del Rosario, Op.48a, marcha de procesión para orquesta sinfónica.

#### Transcripciones para orquesta
- Descendimiento, marcha de procesión para orquesta sinfónica de Gregorio García Segura
- Nuestro Padre Jesús, marcha de procesión para orquesta sinfónica de Emilio Cebrián Ruiz
- San Juan, marcha fúnebre para orquesta sinfónica de Vicente Victoria Valls.

### Obras para banda
- A trip to Spain, suite española.
- American Fanfare, fanfarria.
- Amiguiño, Op.5, fandango andaluz.
- An Irish Dream, fantasía irlandesa.
- Anniversary Overture, obertura festiva.
- Beso Mediterráneo, tangos flamencos.
- Beethoven is dancing salsa!, fantasía que adapta temas de Beethoven a la música latina.
- Broadway Festival, fantasía.
- Concertino de los Filabres, Op.54, concierto andaluz para trompetas y banda.
- Dawn of a New Horizon, obertura para un nuevo amanecer.
- El Sol de Breda, alegrías flamencas.
- European Overture, Op.42, obertura sinfónica encargo de la European Union Youth Wind Orchestra (EUYWO) y Jan Cober.
- Fandango in Florida!, fandango andaluz.
- Fanfarria, Op.50, apertura sinfónica.
- Fantasía, Op.14, obra sinfónica.
- Far West Fantasy, fantasía americana.
- Halloween Suite, Op.57, ganadora del VII Premio Internacional de Composición de Música Sinfónica para banda 'Vila de Muro'.[15]
- Last Day of the Dinosaurs,Op.63, sinfonietta nº1.
- Mursiyah, un paseo sinfónico por la historia de Murcia, poema sinfónico Op.66.
- Obertura Heroica, Op.26a, obertura sinfónica premiada en los Global Music Awards.[16]
- Song for Peace, obertura para la promoción de la paz.
- Suite Latina, Op.52
- Urban Concert, Op.60, concierto para saxofón tenor y banda.

#### Pasodobles y marchas
- 1952, Op.49, marcha militar.
- Amor Hermoso, Op.65, marcha de procesión para el domingo de Resurrección.
- Asociación Musical El Castillo, Op.24, pasodoble andaluz de concierto, ganador del Concurso Internacional de Composición de Pozo Estrecho.
- Carmen Checa Jiménez, Op.8, pasodoble andaluz.
- El Submarino Peral, pasodoble festivo.
- Hamil al-Liwa, marcha mora.
- Homenaje al maestro Álvarez Alonso, Op.3, pasodoble de concierto.
- Ilusión, pasodoble andaluz.
- Marcha del ditirambo, marcha romana.
- Pater Dimitte Illis, marcha de procesión premiada en el Concurso de Composición de Toledo.
- Rex Regum, Op.23, marcha de procesión ganadora del Concurso de Composición de Toledo.
- Santo Grial, marcha cristiana.
- Santiago Apóstol, Op.4 nºs.1/2, marcha de procesión basada en el himno al apóstol Santiago.
- Soledad, Op.56, marcha fúnebre premiada en el Concurso de Composición de San Pedro.
- Sueño de un Recuerdo, Op.10, marcha para desfile.
- Víctor Barrio, pasodoble dedicado al fallecido Víctor Barrio, encargado por familiares y amigos del torero.[17]
- Virgen de los Remedios, Op.7, marcha de procesión.
- Virgen del Rosario, Op.48, marcha procesional andaluza.